# 39748 Ґуччіні
39748 Ґуччіні (39748 Guccini) — астероїд головного поясу, відкритий 28 січня 1997 року.
Тіссеранів параметр щодо Юпітера — 3,379.